# Distrito Escolar Unificado de Pasadena
El Distrito Escolar Unificado de Pasadena  (Pasadena Unified School District, PUSD) es un distrito escolar de California. Tiene su sede en Pasadena. 
PUSD gestiona 18 escuelas primarias, 4 escuelas medias, 1 escuela K-8, 2 escuelas medias y preparatorias, 2 escuelas preparatorias, 1 escuela "independent study," y una escuela "continuation". El distrito cubre a las ciudades de Pasadena y Sierra Madre, la comunidad de Altadena, y los vencindarios Chapman Woods y Michillinda Park al sureste de Pasadena. El distrito fue fundado en el año 1874 and se unificó en el año 1960. Los miembros de la Junta Escolar son electos según el distrito geográfico y por un término de cuatro años. Las juntas son realizadas el cuarto Jueves de cada mes. Las elecciones anteriormente fueron en el formato primaria/segunda vuelta durante los años inparejos hasta el año 2017. Comenzando con la elección de noviembre del año 2020, las elecciones ahora serán en el formato sencillo, en donde el candidato con el mayor número de votos es el ganador o la ganadora.  

## Lista de escuelas
- Escuela primaria Altadena (K-5)
- Escuela primaria Grover Cleveland (K-5)  (Cerrado desde el año escolar 2019-20)
- Escuela primaria Don Benito (K-5)
- Escuela primaria Eugene Field (K-5) (Ofrece el curso de Chino Mandarin en los grados de primaria)
- Escuela primaria Benjamin Franklin (K-5)
- Escuela primaria Alexander Hamilton (K-5)
- Escuela primaria Andrew Jackson (K-5)
- Escuela primaria Thomas Jefferson (K-5)
- Escuela primaria Henry Longfellow (K-5)
- Escuela primaria James Madison (K-5)
- Escuela primaria Norma Coombs (K-5)
- Escuela primaria Franklin D Roosevelt (K-5)
- Escuela primaria San Rafael (K-5) (Ofrece el curso de Español en los grados de primaria)
- Escuela primaria Sierra Madre (K-5)
- Escuela primaria George Washington (K-5)
- Escuela primaria Daniel Webster (K-5)
- Escuela primaria Frances Willard (K-5)
- Escuela primaria e intermedia William McKinley (K-8)
- Escuela secundaria Blair (6-12)
- Escuela secundaria fundamental John Marshall (6-12)
- Escuela intermedia Charles W Eliot (6-8)
- Escuela intermedia Sierra Madre (6-8)
- Escuela intermedia George Washington (6-8)
- Escuela intermedia Woodrow Wilson (6-8)
- Escuela Preparatoria John Muir (9-12)
- Escuela Preparatoria Pasadena (9-12)

Escuelas cerradas
- Escuela primaria Allendale (desde el año escolar 2005-06)
- Escuela primaria Thomas A Edison (desde el año escolar 2005-06)
- Escuela primaria Linda Vista (desde el año escolar 2005-06)
- Escuela primaria Noyes (desde el año escolar 2005-06)
- Escuela primaria Burbank (desde el año escolar 2010-11)
- Escuela primaria Loma Alta (desde el año escolar 2010-11)